# Gmina Kiwity
Die Gmina wiejska Kiwity ist eine Landgemeinde im Powiat Lidzbarski in der polnischen Woiwodschaft Ermland-Masuren. Sie zählt 3252 Einwohner (31. Dezember 2020) und hat eine Fläche von 145,4 km², die zu 14 % von Wald und zu 74 % von landwirtschaftlicher Fläche eingenommen wird. Verwaltungssitz der Gmina ist das Dorf Kiwity (deutsch: Kiwitten).

## Geographie
Die Gemeinde liegt im ehemaligen Ostpreußen, etwa 13 Kilometer östlich von Lidzbark Warmiński (Heilsberg) und 40 Kilometer nordöstlich von Olsztyn (Allenstein). Nachbargemeinden sind die Landgemeinden: Bartoszyce und Lidzbark Warmiński und die Stadt- und Landgemeinden Bisztynek und Jeziorany. Die Gemeindefläche stellt einen Anteil von 15,73 % der Fläche des Powiat Lidzbarski.

## Geschichte
Das Gebiet der Landgemeinde gehörte seit 1466 zum Fürstbistum Ermland in Preußen Königlichen Anteils. 1772 wurde es von Preußen annektiert und Teil des Königreichs. Bis 1945 gehörte das Dorf Kiwitten zum Kreis Heilsberg im Regierungsbezirk Königsberg der preußischen Provinz Ostpreußen des Deutschen Reichs. Von 1946 bis 1998 gehörte die Landgemeinde zur Woiwodschaft Olsztyn.
Die Gemeinde führt kein Wappen, sondern ein Logo.

## Ortsteile
Zur Landgemeinde Kiwity gehören 18 Ortsteile (deutsche Namen bis 1945) mit einem Schulzenamt:
| - Bartniki (Bleichenbarth) - Czarny Kierz (Blumenau) - Kiersnowo (Kerschdorf) - Kierwiny (Kerwienen) - Kiwity (Kiwitten) - Klejdyty (Kleiditten) | - Klutajny (Klotainen) - Kobiela (Kobeln) - Konity (Konitten) - Krekole (Krekollen) - Maków (Makohlen) - Napraty (Napratten) | - Połapin (Polpen) - Rokitnik (Thegsten) - Samolubie (Lauterhagen) - Stoczek (Springborn) - Tolniki Wielkie (Tollnigk) - Żegoty (Siegfriedswalde) |

Andere Dörfer sind Gościechowo (Lisettenhof), Kłajty (Kleitz), Mirosław (Mengen), Parkity (Parkitten), Rejsy (Reichsen) und Stoczek Klasztorny (Kloster Springborn), sowie Napratki (Mathildenhof), Polanka (Waldhof) und Świętno (Frauenwalde).

## Baudenkmale
Das bedeutendste Baudenkmal der Landgemeinde ist das ehemalige Kloster Stoczek (Kloster Springborn) nördlich des Dorfes Stoczek. Von Bedeutung sind auch die Kirchen von Kiwity und Żegoty.